# Fajã dos Tijolos

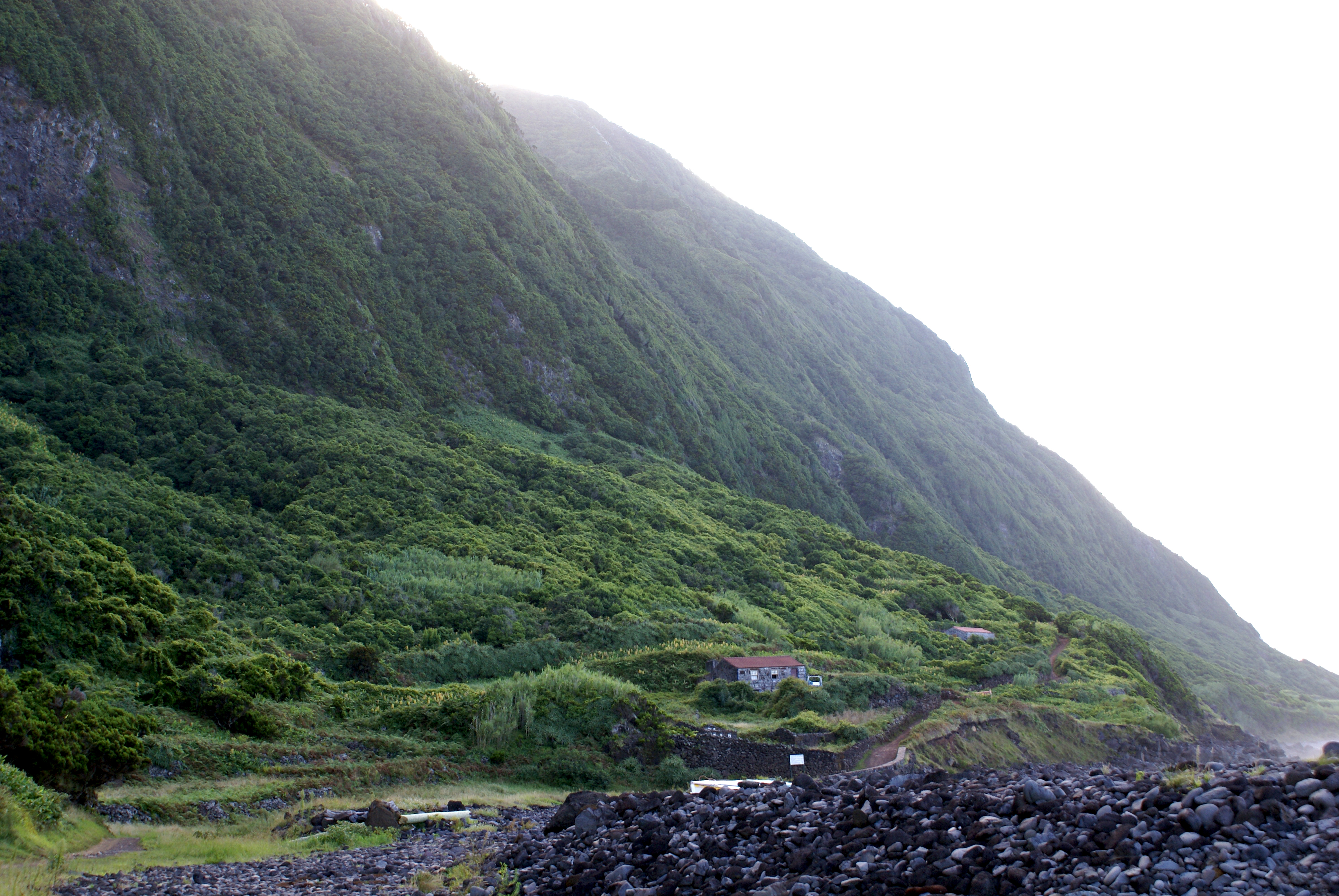
Fajã dos Tijolos, início da Fajã.

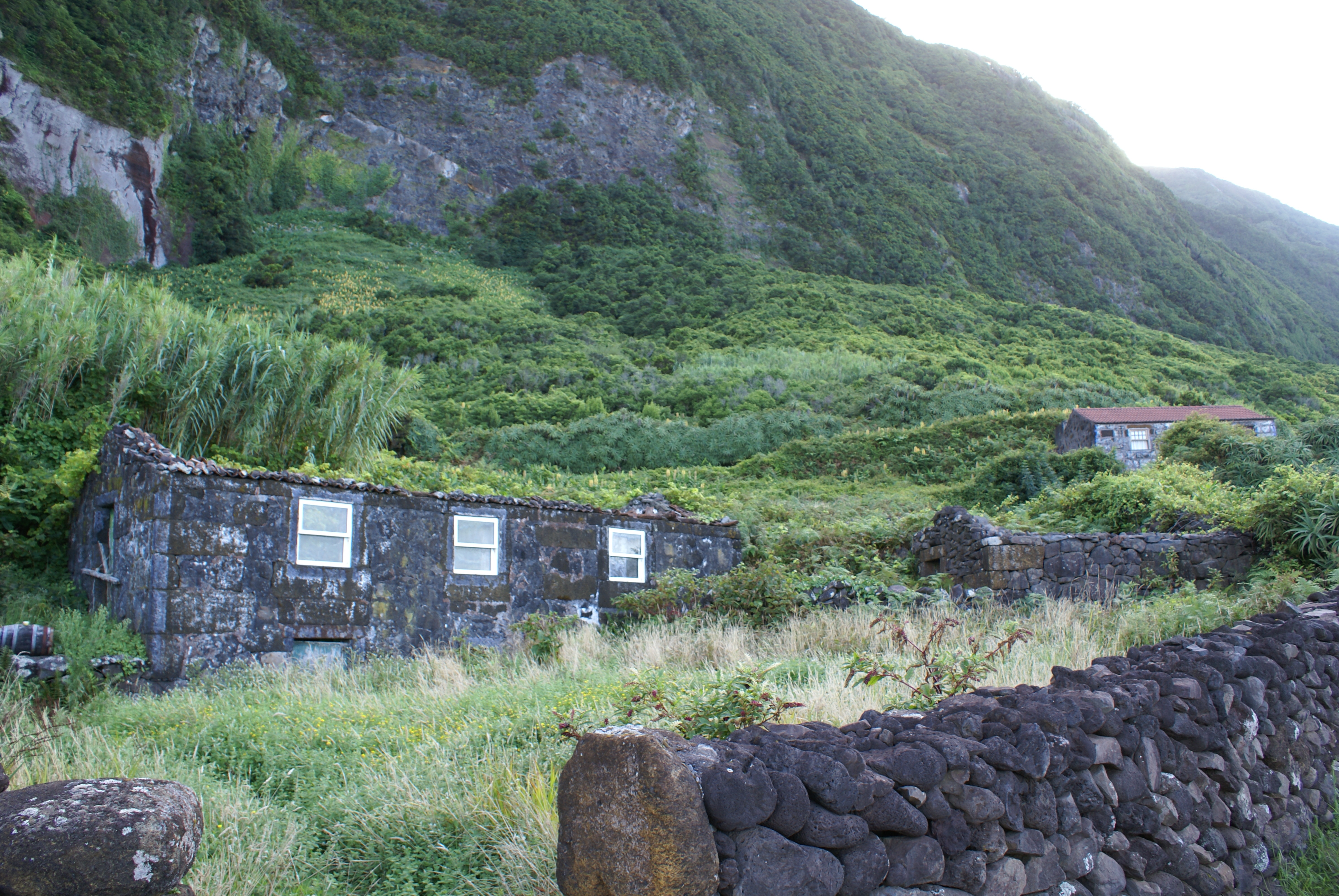
Fajã dos Tijolos, casa abandonada.

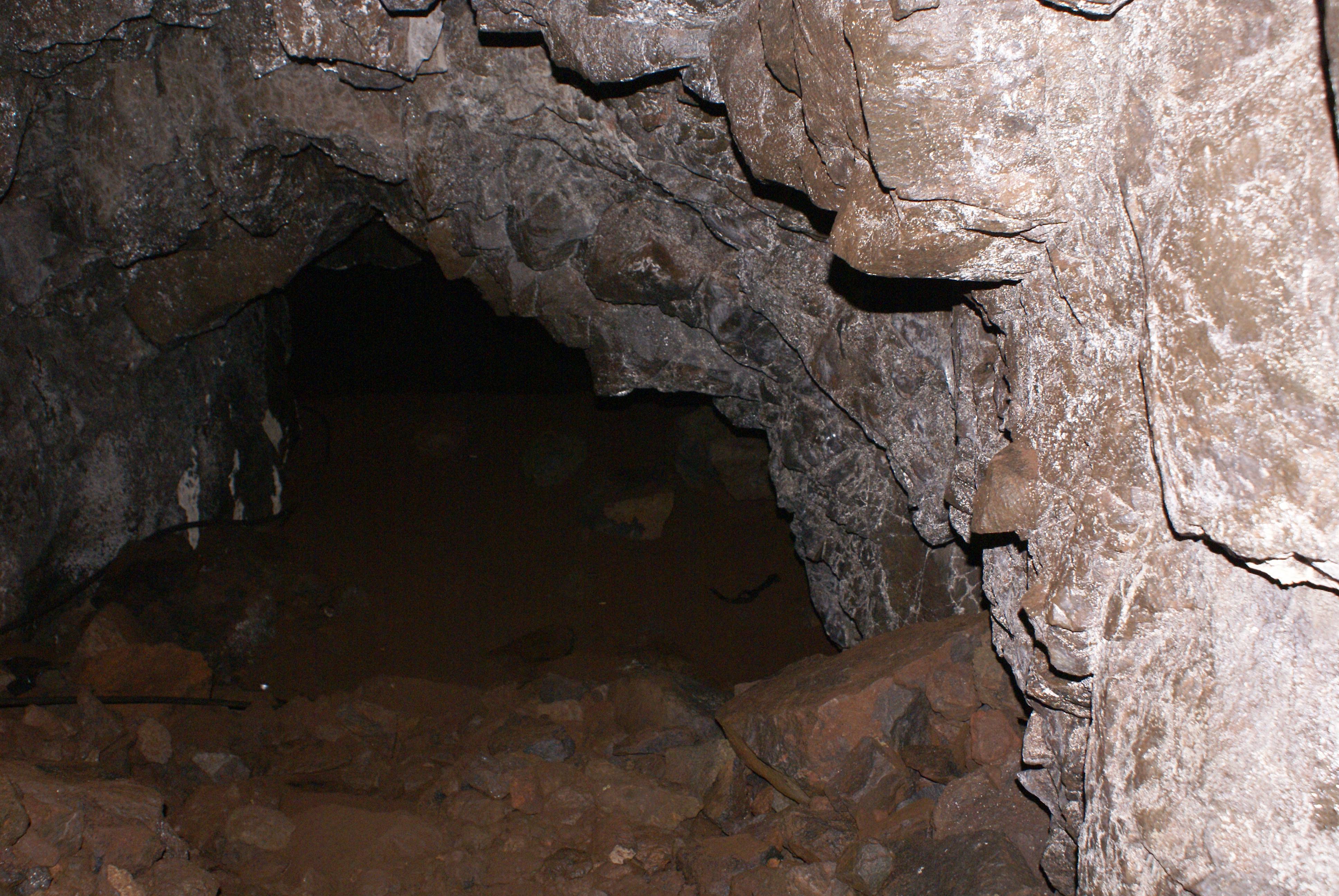
Furna do Poio.

A Fajã dos Tijolos é uma fajã, situada junto à Fajã da Caldeira de Santo Cristo, no caminho para a Fajã do Belo e para a Fajã dos Cubres, pertence ao concelho da Calheta, ilha de São Jorge.
Nesta pequena e curiosa fajã, sobranceira a uma escarpa de rocha basáltica, encontra-se uma gruta dotada de um lago interior. Esta gruta, denominada Furna do Poio, encontra-se nos limites desta fajã com a sobranceira Fajã da Caldeira de Santo Cristo.
Esta gruta subdivide-se em duas, tendo cada uma destas uma lagoa de água doce de mais de 2,5 m de profundidade, onde as águas sobem na maré baixa e descem na maré alta. A água, ao descer, deixa ver um areal vermelho nas margens de uma das lagoas. Este é um local único em toda a ilha de São Jorge.
Noutros tempos a Lagoa da Fajã de Santo Cristo chegava até à fajã dos Tijolos. Devido à ação das ondas sobre o calhau rolado na costa, a Lagoa ficou dividida em duas, tendo secado a parte que estava mais próxima da fajã dos Tijolos.
O poço de baixa-mar que aqui se encontra está a ficar com a água cada vez mais salgada, porque o mar tem vindo a aproximar-se deste local.
Antigamente pescava-se tanto no mar como no interior da lagoa, sendo os barcos varados no porto do calhau.